# 26314 Škvorecký
(26314) Škvorecký, denumire internațională (26314) Skvorecky, este un asteroid din centura principală de asteroizi.

## Descriere
26314 Škvorecký este un asteroid din centura principală de asteroizi. A fost descoperit pe 16 octombrie 1998 la Observatorul Kleť de Jana Tichá și Miloš Tichý. Asteroidul prezintă o orbită caracterizată de o semiaxă mare de 2,53 ua, o excentricitate de 0,17 și o înclinație de 7,2° în raport cu ecliptica.